# 毛白前
毛白前（学名：Cynanchum mooreanum）是夹竹桃科鹅绒藤属的植物。分布在中国大陆的安徽、湖南、江苏、河南、福建、广东、浙江、江西、湖北等地，生长于海拔200米至700米的地区，多生于山坡、灌木丛中以及丘陵地疏林中，目前尚未由人工引种栽培。

## 别名
龙胆白前（江苏）、老君须（广东）